# Another Station: Another Mile
Another Station: Another Mile  è il secondo DVD della melodic hardcore/hardcore punk band Rise Against. È stato pubblicato il 5 ottobre 2010 e prodotto dalla Interscope Records.Si concentrerà sulla band dal vivo e mostrerà anche filmati inediti dei backstage del tour 2009/2010. I filmati dal vivo saranno interrotti da interviste ai membri della band, i quali riveleranno il processo creativo che li spinge a prediligere un determinato tipo di musica.
I video delle canzoni furono registrati tra il 2009 e il 2010 all'House of Blues, Boston, 28 luglio 2009, al MuchMusic Video Awards, Toronto, Canada, 21 giugno 2009, al Lollapalooza Grant Park, Chicago, 8 agosto 2009, all'Area 4 Festival, Lüdinghausen, Germania, 22 agosto 2009, alla stazione ferroviaria Keleti, Budapest, Ungheria, 21 giugno 2010, al Rock am Ring, Nurburging Racetrack, Germania, 6 giugno 2010.
Il DVD segue un modello documentale caratterizzato da 14 canzoni suonate dal vivo, interviste con la band, oltre al backstage e video dalla tour. La band voleva assicurarsi che il documentari fosse crudo e reale il più possibile.

## Tracce
Il DVD contiene 14 brani con un totale di 95 minuti approssimati di durata.
1. Collapse
2. The Dirt Whispered
3. Savior
4. Hero Of War
5. Audience of One
6. Survive
7. The Good Left Undone
8. Prayer of the Refugee
9. Blood Red White & Blue
10. Long Forgotten Sons
11. Give it All
12. Re-Education (Through Labour)
13. Swing Life Away
14. Ready to Fall

## Formazione
- Tim McIlrath - voce solista, chitarra ritmica
- Joe Principe - basso, cori
- Brandon Barnes - batteria, percussioni
- Zach Blair - chitarra solista, cori